# Храм Святых Флора и Лавра (Тула)
Храм Святых Флора и Лавра — приходской православный храм в Туле. Относится к Тульской епархии Русской православной церкви.
Главный престол освящён в честь иконы Божией Матери «Боголюбская», приделы — во имя святых мучеников Флора и Лавра и во имя бессребренников Косьмы и Дамиана Римских.

## История

### Строительство
Церковь во имя святых мучеников Флора и Лавра была известна ещё в начале XVII века. Тогда она была деревянной, с приделом святых бессребреников Косьмы и Дамиана. Храм стоял в слободе, носившей его же имя — Флоровской. Это одна из древнейших тульских слобод, находившаяся за Никольскими воротами Земляного города. Никольские ворота располагались примерно там, где сегодня улица Металлистов выходит на улицу Советскую.
К 1710 году здание церкви с главным престолом было уже каменным; в 1748 году при ней с правой стороны на средства прихожан устроили каменный придел Косьмы и Дамиана. Приблизительно в то же время появился придел с левой стороны — во имя иконы Божией Матери «Знамение». К началу 1770-х годов настоящая церковь пришла в ветхость и было решено построить новое здание церкви в честь Боголюбской Пресвятой Богородицы, с приделами по правую сторону — святых мучеников Флора и Лавра, по левую — святых бессребреников Косьмы и Дамиана. Вначале построили и в 1779 году освятили приделы. Главный престол с иконостасом обустроили к 1796 году. С этого времени церковь во всех актах стала именоваться Боголюбской. В народе же до наших дней удержалось её прежнее название — Флора и Лавра.

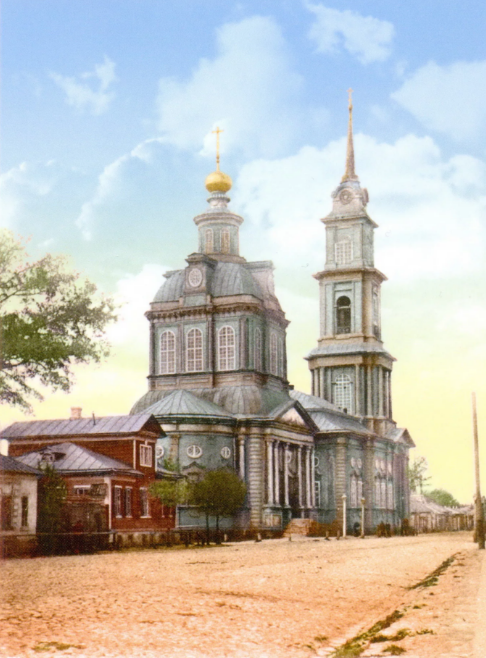
Храм в начале XX века

Для времени возведения церкви было характерно смешение двух архитектурных стилей — затухающего барокко и идущего ему на смену классицизма. Строительство церкви было начато с возведения трапезной. Элементы её декора — закруглённые рустованные углы, мансардная крыша, эллиптическая форма окон, декоративные наличники и т. п. — взяты ещё из арсенала декоративных форм барокко. Но в здании самой церкви появляются уже такие типичные для классицизма формы, как довольно строгие колонные портики на обоих боковых фасадах, круглый в плане гладкий барабан над световым фонарём и т. п. Однако и здесь мы встречаем ещё типичные барочные детали — граненый купол, сложная форма люкарн (окон в куполе), закруглённые углы основного объёма, ничего не несущие колонны в местах примыкания апсиды к церкви. Квадратный в плане световой фонарь — вместо круглого барабана — представляет собою дань стилю барокко. Очень интересно и необычно конструктивное решение церкви: её внутреннее пространство не имеет несущих колонн, и вся нагрузка от высокой надстройки передана непосредственно на открылки свода. И. Ф. Афремов в своей работе «Тульский оружейный завод» приводит имя архитектора, спроектировавшего основной объём храма: это К. С Сокольников. По мнению Ростислава Лозинского, К. С. Сокольников принимал участие в построении колокольни, а не храма.
До начала XIX века при церкви оставалась старая колокольня, крытая зелёной черепицей, с железным крестом. В 1806 году прихожане подали прошение о строительстве новой колокольни. Она была возведена к 1830 году. В 1834 году был приобретён самый большой её колокол весом в 519 пудов; средства на это — 22 тысячи рублей ассигнациями — пожертвовал купец Поддельщиков.
Главной святыней церкви была Боголюбская икона Божией Матери, прославившаяся чудотворениями как во время эпидемии чумы в 1771 году, так и во время эпидемических болезней в XIX веке. Напуганные приближением холеры в 1892 и 1893 годах, туляки решили устроить на этой иконе, вместо бывшей серебряной, золотую ризу. Эта риза, с бриллиантовыми розами в венце, была изготовлена в 1894 году и обошлась более чем в 7000 рублей. В храме имелся старинный ореховый, с резными священными изображениями шкаф для хранения книг и разной утвари. По преданию, он был вывезен купцами Лугиниными из Голландии и потом передан по их завещанию в церковь. Святые мученики Флор и Лавр в России считались покровителями коневодства, поэтому в день их памяти к храму съезжался народ освящать коней. Церковноприходская школа открылась при храме в 1894 году.

### Закрытие
В справочной книге «Вся Тула и Тульская губерния», изданной в 1925 году, в списке «Тульские здания, как исторические памятники», церковь Флора и Лавра относится к стилю петербургского барокко. В феврале 1929 года Тульский губисполком принял решение снести церковь Флора и Лавра. От сноса её, видимо, спасла характеристика, данная Главнаукой Народного комиссариата просвещения. Это ведомство представило заключение о том, что церковь является памятником архитектуры XVIII века.
В 1930-х годах храм был закрыт и передан оружейному заводу. Первоначально в нём разместилась заводская столовая, затем — склады, техническая испытательная станция. В 1956 году здание арендовалось «Культремснабом» областного управления культуры под склад. К началу 1970-х годов церковь находилась в запущенном состоянии, стояла с выбитыми окнами, купол её был лишён кровли. В середине 1970-х проведена консервация здания бывшего храма — ремонт кровли, фундамента и фасадов. В 1991 году церковь Флора и Лавра поставлена на госохрану в качестве памятника истории и культуры регионального значения.

### Возрождение
Храм был возвращён Тульской епархии в 1990 году. Храм достался верующим с уничтоженными системами отопления и освещения, с выломанными оконными рамами. Во время нахождения в здании церкви технической станции пол был забетонирован по самые окна. Пришлось отбойными молотками разбивать бетон и выносить его куски вручную.
К декабрю 1991 года в храме было проведено отопление, выполнены кровельные и отделочные работы, заново выстроена паперть. Сегодня при храме действуют библиотека и воскресная школа.

## Источник
- Лозинский Р. Р. «Страницы минувшего».